# Rovina
Rovina románul: Rovin, falu Romániában, Erdélyben, Hunyad megyében.

## Fekvése
Brádtól északkeletre fekvő település.

## Története

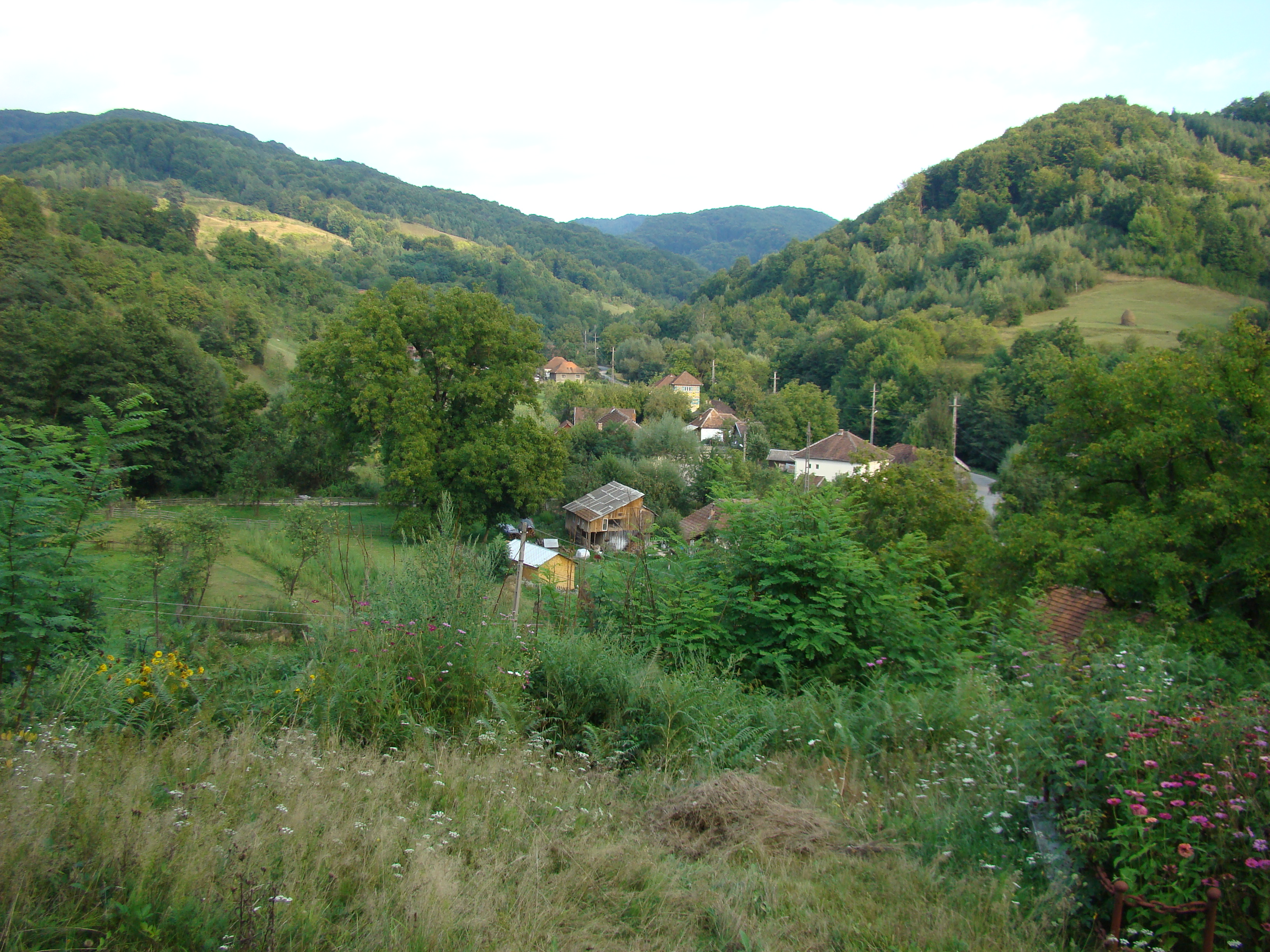
Rovina látképe

Rovina egykor Zaránd vármegyéhez tartozott. Nevét 1850-ben említette először oklevél  Rovina néven.
A trianoni békeszerződés előtt Hunyad vármegye Brádi járásához tartozott.
1910-ben 685 lakosából 5 magyar, 679 román volt, melyből 679 görögkeleti ortodox volt.

## Nevezetesség
- Szent Kereszt felmagasztalása ortodox fatemplom[1]